# Egg Harbor City
Egg Harbor City – miasto w Stanach Zjednoczonych, w stanie New Jersey, w hrabstwie Atlantic.